# Inbus I330
L'Inbus I330 è un modello di autobus prodotto dal 1984 al 1990.

## Progetto
Tra la fine degli anni '70 e i primi anni '80 la Inbus, consorzio nato nel 1976, avviò la produzione di una gamma completa di autobus, sostanzialmente per contrastare la diffusione dei prodotti della connazionale Iveco. A tale scopo, per contrastare la diffusione dell'Iveco 370, nel 1984 iniziò la produzione dell'Inbus I330.

## Tecnica
Il modello veniva costruito sul telaio Siccar 166 di produzione Sicca, su cui verrà costruito anche il successivo Bredabus 5001, ed equipaggiato con motori FIAT, con potenze variabili da 260 a 350 cavalli e cilindrate di 13.798 cm3 e di 17.174 cm3. Costruito nella sola taglia da 12 metri, ne è stata realizzata una particolare versione da granturismo denominata Inbus SL330 (Super Linea), rimasta tuttavia allo stato di prototipo.
Esteticamente era notevole la somiglianza con il coevo Inbus I240, del quale costituiva di fatto una versione rialzata e rispetto al quale si posizionava più in alto nella gamma Inbus. Come altri modelli prodotti dalla Inbus, ha sofferto di problemi come la rigidezza del telaio e delle sospensioni; inoltre era noto per il notevole consumo di olio.

## Versioni
Ecco un riepilogo delle versioni prodotte:

### Inbus I330/26
- Lunghezza: 12 metri
- Allestimento: Interurbano
- Alimentazione: Gasolio
- Motore: FIAT 8210.02 da 13.798 cm3, 260 CV, 6 cilindri in linea, aspirato

### Inbus I330/30
- Lunghezza: 12 metri
- Allestimento: Interurbano
- Alimentazione: Gasolio
- Motore: FIAT 8210.22 da 13.798 cm3, 300 CV, 6 cilindri in linea, sovralimentato

### Inbus I330/35
- Lunghezza: 12 metri
- Allestimento: Interurbano
- Alimentazione: Gasolio
- Motore: FIAT 8280.02 da 17.174 cm3, 350 CV, 8 cilindri a V, aspirato

### Inbus SL330/35
- Lunghezza: 12 metri
- Allestimento: Granturismo
- Alimentazione: Gasolio
- Motore: FIAT 8280.02 da 17.174 cm3, 350 CV, 8 cilindri a V, aspirato

## Diffusione
Durante gli anni '80 l'Inbus I330 ebbe un discreto successo commerciale, sebbene oscurato dal più noto Iveco 370. Svariati esemplari hanno prestato servizio presso CTM Castelfranco, AGI Milano, TRAM Rimini, Azienda Siciliana Trasporti, e in altre aziende minori, soprattutto meridionali.
L'unico esemplare prodotto di Inbus SL330 è stato ceduto all'ATC di Bologna, dove ha circolato fino al 2006.